# 卡摩斯
卡摩斯（或卡莫斯）是底比斯十七王朝的最后一位国王，他可能是塞格嫩拉·陶和爱赫特波一世的儿子，18王朝建立者雅赫摩斯一世的亲哥哥。卡摩斯统治的时期在第二中间时期的后期，其统治时间通常被说是三年（其证明的最高统治时间），虽然有些学者认为是五年。
卡摩斯的统治对于其向喜克索斯决定性军事行动是相对重要的，他们当时已统治埃及多年。他的父亲最先向其开战，但最后死于战争。卡摩斯死后，在母亲的摄政下，其弟雅赫摩斯继续向喜克索斯对战并最终征服和统治全埃及。

## 征战

### 开战理由

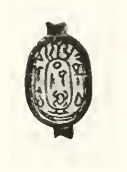
对卡摩斯圣甲虫的绘画

卡摩斯是底比斯十七王朝的最后一位的埃及本地人法老。底比斯十七王朝原本和北部的喜克索斯王国处于和平，和平一直持续至塞格嫩拉·陶统治时。喜克索斯的统治地区上至象岛，下至中部的库赛义。卡摩斯试图在下埃及向北以延伸其统治区域，这显然是遭到了很多的臣子的反对。以下是卡摩斯在加拿芬石板关于议会反对对战喜克索斯并心存疑虑的前景记录：
|  | 我们在埃及的一方是安宁的。象岛是强盛的，中部到库赛义与我们同在。我们这里的男子对他们来说是最优秀的。我们的牛放牧到纸莎草沼泽。我们的牛不会被拿走......他掌握着亚洲人的土地，我们掌握着埃及...... |

然而，在这里卡摩斯的发言可能只是宣传的目的，因为其前任者塞格嫩拉·陶已经在对抗喜克索斯战死时美化了他的声誉。卡摩斯试图通过武力获得上下埃及的王位。卡摩斯对他的臣子作出回应：
|  | 朕应该知道我想得到的权利，阿瓦里斯和努比亚的土司，同一亚洲和努比亚地区，拥有自己埃及的一部分，不要被他超越到孟菲斯去......当亚洲人税收掠夺时，没人能将其安定下来。我会和他搏斗，撕开他的肚子！我的愿望就是拯救埃及，打击亚洲人。 |

没有证据支持Pierre Montet主张卡摩斯对战喜克索斯的举动是由阿蒙祭司赞助，并作为对抗北方赛斯崇拜者的一击（亦即为解放战争的宗教动机）。加拿芬石板说明卡摩斯向北攻击喜克索斯是受到阿蒙神的旨意，但这仅仅只是夸饰，这几乎常见于埃及历史的王室铭文，并且不应被理解为是神的特定命令。卡摩斯说对喜克索斯的攻击的理由是为民族主义。他也很可能只是继续他前任者的侵略性军事政策。

### 向北讨伐
在统治的第三年，卡摩斯走出底比斯并在尼罗河着手向北讨伐喜克索斯。他最先到达的地点是娜芙鲁西，娜芙鲁西位于库赛义北部，由忠于喜克索斯的埃及驻军把守。之后梅迪杰部的一支军队袭击驻军并娜芙鲁西。加拿芬石板对该战争讲述特别多，但后来石板被折断了。然而，卡摩斯的军事战略或许可以被推想。随着卡摩斯向北移，他可以轻松地取下小村庄并消灭喜克索斯的小驻军。但如果是一座城市抵抗，他可能仅仅是通过直接向北接管城市取下喜克索斯王国的其余部分。这样的策略可能可以让他迅速到达尼罗河。也发现于底比斯的第二石碑，继续叙述了卡摩斯对阿瓦里斯的攻击，由于是被没有提到孟菲斯和其他北方主要城市，有怀疑说卡摩斯从未攻击阿瓦利斯，但石碑有记录说卡摩斯打算这么做。Kim Ryholt最近认为卡摩斯可能从来没有向前到安普或位于埃及中部的西诺波利斯诺姆进一步推进，并且没有到达下埃及尼罗河三角洲。

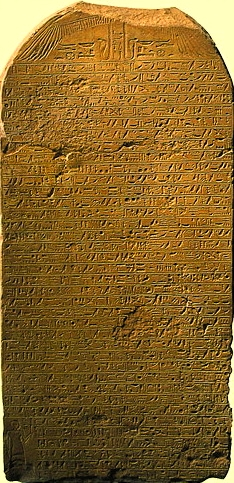
记载卡摩斯战胜喜克索斯的第二石碑（现藏于卢克索博物馆）

根据第二石碑叙述，在向北到娜芙鲁西后，卡摩斯的士兵抓获了一位信使，信使带着喜克索斯国王阿波庇紧急请求库施君主支援对抗卡摩斯的信。之后卡摩斯及时下令他的一支部队占领并摧毁巴哈利亚绿洲。在这篇文章中被称为“强者”的卡摩斯下令这一行动来保护他的后卫。过后卡摩斯乘船南下，通过尼罗河回到底比斯，以愉快地庆祝通过萨科从库赛义对抗喜克索斯并向北延伸国界的军事胜利，现在底比斯17王朝和喜克索斯15王朝之剑形成了新的领域。
Ryholt指出卡摩斯从未在第二石碑自认有攻击阿瓦利斯，他只在第七、第八和第15行写了：“任何属于阿瓦里斯的，即所掠夺到的财物被他的军队取走”，而这是石碑内被记载关于阿瓦利斯的部分。这些是被内容如下：
第七、第八行：朕把勇敢的看守编队尽可能地派到其余沙漠边缘的背后巡逻，就犹如一只风筝在阿瓦里斯境内捕食。
第十五行：朕还没有任何忽视属于阿瓦里斯的事物，因为它是空的（这是卡摩斯劫掠的地方）。
卡摩斯的第二石碑因讲述通过西部沙漠到努比亚时，抓到了喜克索斯一个带着向库施国王请求对抗卡摩斯的信的信使而闻名。最后的证据表明，卡摩斯的军事活动仅影响到了西诺波利斯诺姆而不是阿瓦利斯城市本身。事实是，当卡摩斯回信给阿波庇时，他将信派往离阿瓦里斯南侧约一百英里的艾特菲赫。于是，卡摩斯要么为十七王朝在荒无人烟的土地扩大新的边界，要么皱缩喜克索斯王国。此外，卡摩斯在第二石碑写到他回信给阿波庇的用意是告知底比斯国王在西诺波利斯领域的胜利。这个信息证实卡摩斯他的军事活动仅限于埃及诺姆，在统治的第三年从未到达阿瓦利斯城市。

### 首次讨伐努比亚
已知卡摩斯曾在统治的第三年因喜克索斯国王直接吁请他的库施对手来攻击并底比斯来达到报复，并已对双方造成伤害，而对抗库施。卡摩斯似乎不可能有资源的同时向南战胜库施，然后在短短几年通过前线延续了几百公里对北方的喜克索斯造成了严重挫折。

## 木乃伊
卡摩斯的木乃伊有在记录拉美西斯九世统治时期，雅赫摩斯入葬400年后的盗墓调查记录中被提到。其坟墓被提到说“在良好状态”，很明显卡摩斯的木乃伊在某时候被移往他处，随后木乃伊于1857年在德拉阿布-纳加被发现，其看似故意隐藏在一堆杂物中。其彩绘灰泥棺材由早期埃及学家Auguste Mariette和Heinrich Karl Brugsch揭开，同时他们发现木乃伊的状态非常糟糕。随卡摩斯陪葬的物品有金银匕首各一把、护身符、圣甲虫、铜镜、和一个涡卷装饰形状并刻着卡摩斯近、继承人兼弟弟雅赫摩斯一世名字的胸饰。
棺材目前位在埃及，而匕首位于布鲁塞尔，胸饰和镜子则位于巴黎卢浮宫。刻着法老名字的棺材在最初发现的木乃伊50年后才被认可，当时的堆留物也被发现，当时棺材几乎处于长期失踪。

## 註腳
1. ↑  Shaw, Ian (编). . Oxford University Press. 2000: 481. ISBN 0-19-815034-2.
2. 1 2  Peter Clayton: Chronicle of the Pharaohs, Thames and Hudson Ltd, paperback 2006. p.94
3. ↑  Friedrich Wilhelm von Bissing: Ein thebanischer Grabfund aus dem Anfang des Neuen Reiches. Tafel 4 (8)
4. ↑  Claude Vandersleyen: L'Egypte et la vallée du Nil. Tome 2: De la fin de l'Ancien Empire à la fin du Nouvel Empire.Paris 1995, S. 195
5. ↑  Kim SB Ryholt, The Political Situation in Egypt during the Second Intermediate Period, Carsten Niebuhr Institute Publications, Museum Tusculanum Press, 1997, p.273. ISBN 87-7289-421-0
6. ↑  Flinders Petrie: Scarabs and cylinders with names (1917), available copyright-free here, pl. XXIII
7. ↑  Grimal, Nicolas. A History of Ancient Egypt. p.189. Librairie Arthéme Fayard, 1988.
8. ↑  James, T.G.H.  Egypt: From the Expulsion of the Hyksos to Amenophis I. in The Cambridge Ancient History, vol. 2, part 1, ed. Edwards, I.E.S, et al. p. 290. Cambridge University Press, 1965.
9. ↑  Gardiner, Sir Alan. Egypt of the Pharaohs, 1961, reprint Oxford University Press, 1979, p.166
10. 1 2 3  James, T.G.H.  Egypt:  From the Expulsion of the Hyksos to Amenophis I. in The Cambridge Ancient History, vol. 2, part 1, ed. Edwards, I.E.S, et al. p.291. Cambridge University Press, 1965.
11. ↑  Spalinger, Anthony J. War in Ancient Egypt. , Blackwell Publishing, 2005, p.3.
12. ↑  Ryholt, pp.172-175
13. ↑  Ryholt, pp.173-175
14. ↑  Ryholt, pp.173-174
15. ↑  Ryholt, p.172
16. ↑  Ryholt, pp.182-83
17. ↑  . reshafim.org.il.   [2007-01-04]. （原始内容存档于2019-04-05）.
18. 1 2  Brier, Bob. Egyptian Mummies. p.259-260. William Morrow and Company, Inc. 1994. ISBN 0-688-10272-7